# 胡蘿蔔湯

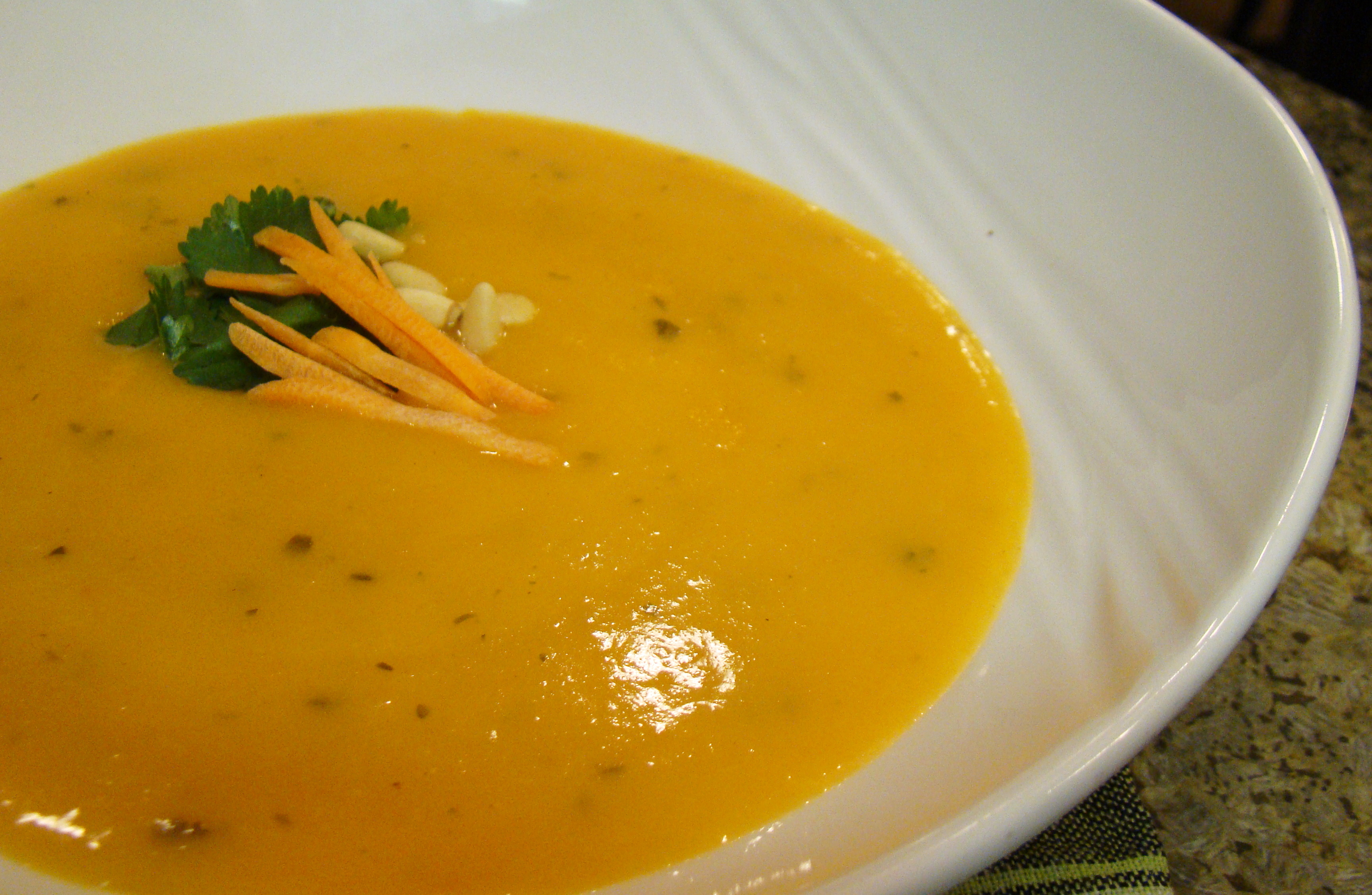
一碗胡萝卜奶油汤

胡萝卜汤（在法语中被称之为、，以及）是一种以胡萝卜为原料制成的蔬菜湯。这种汤还可以制成奶油汤或者高湯。在制作过程中还可以添加蔬菜、除胡萝卜以外的根茎类蔬菜和其他各种配料。成汤以后既可以冷食也可以热食，且包含多种做法。

## 概述
胡萝卜汤可以做成奶油风味的汤或者高湯。两种汤均可以使用蔬菜原汁或鸡汤作为配料。汤里面除了胡萝卜还可以使用其他蔬菜，包括大蒜、洋葱、薤、马铃薯、芜菁等根茎类蔬菜。制作过程中也可以添加胡萝卜汁以及橙汁，有时会在里面添加萝卜泥。使用胡萝卜泥制作的胡萝卜汤可能会有浓稠感，而且口感也很顺滑。烹饪之后可以用筲箕过滤菜肴。所使用的胡萝卜可以去皮或不去皮，去皮的胡萝卜可以使菜泥更加顺滑。汤的颜色会根据所用的胡萝卜的颜色而有所差异。嫩胡萝卜往往会使汤更甜，并赋予其鲜艳的橙色。而老的和大的胡萝卜甜度较低，可能会使汤呈现黄色。使用内部质地木质化的老胡萝卜或有裂纹的胡萝卜可能会使汤的质量变得较差。
胡萝卜汤的配料存在多种变化。有些萝卜汤的配料里包含椰奶、椰子水、椰浆、椰膏或椰子片。而有些时候则把生姜当作配料，有些时候则是咖喱。胡萝卜顶部的绿叶也可以当作这道菜的配料。切好的薄荷叶有时也会被使用。盐和胡椒可用于给菜肴调味，有时也会使用肉豆蔻作为调料。有时也会在胡萝卜汤做好后在上面加入酸奶、酸奶酱、法式酸奶油、酸奶油，以及其他配料。
在英国，一种比普通胡萝卜汤更受欢迎的独特汤品是胡萝卜香菜汤，这种汤品由粗糙地切成的或磨碎的胡萝卜、大蒜和香菜制成。
橘子皮既可以用作胡萝卜汤的装饰菜，也可以用作菜肴本身的一种配料，或者二者皆可。其他可以用于装饰胡萝卜汤的蔬菜包括莳萝、胡萝卜叶、磨碎，切碎或者切成丁的胡萝卜、细香葱，还有其他新鲜的且切碎的香草、面包丁和土司块等等。
胡萝卜汤里可能含有大量的亚硝酸盐。

各式的胡萝卜汤
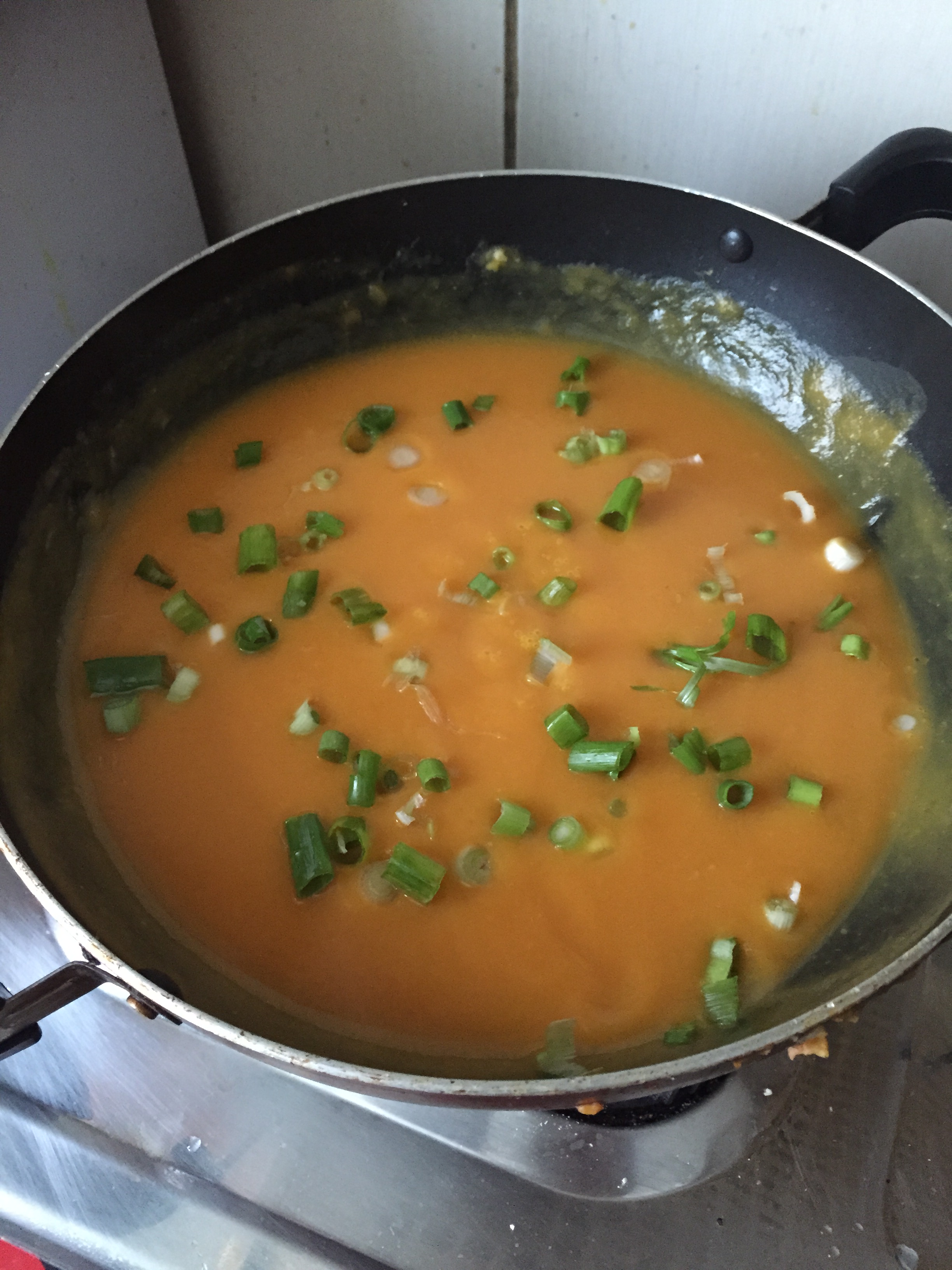
一锅胡萝卜生姜汤
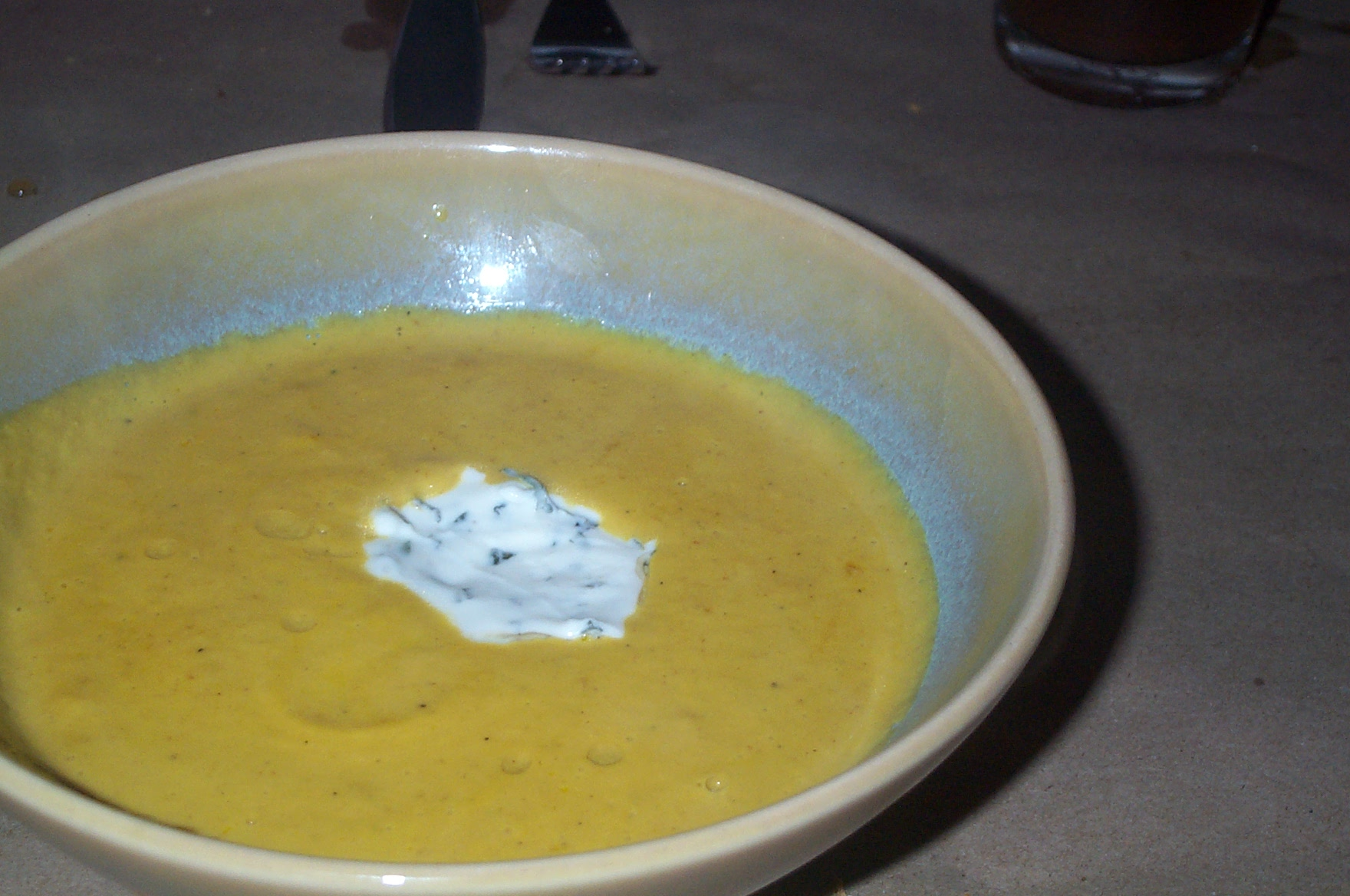
胡萝卜汤配脱乳清酸奶
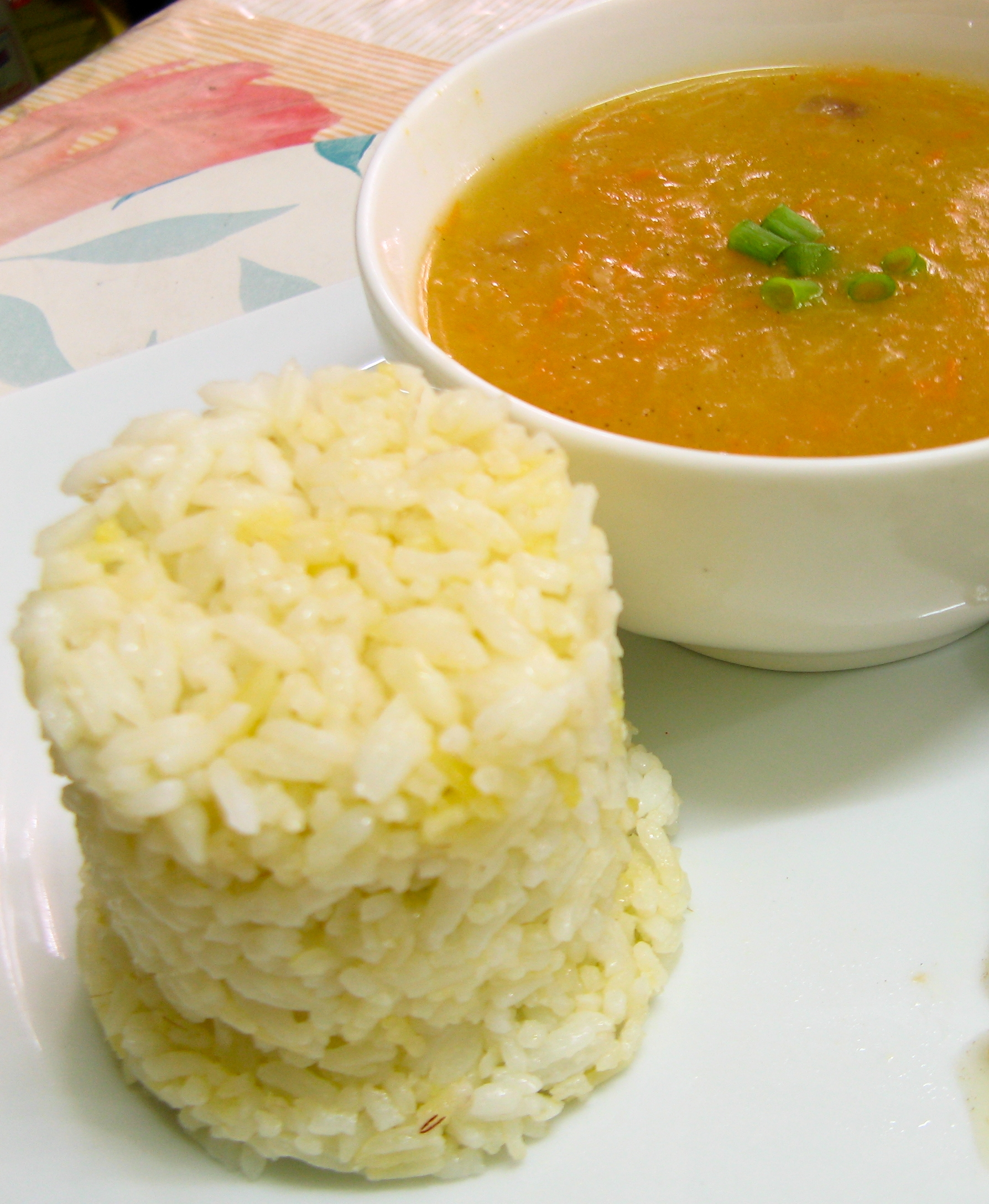
胡萝卜土豆汤配米饭

## 在法国菜中的胡萝卜汤

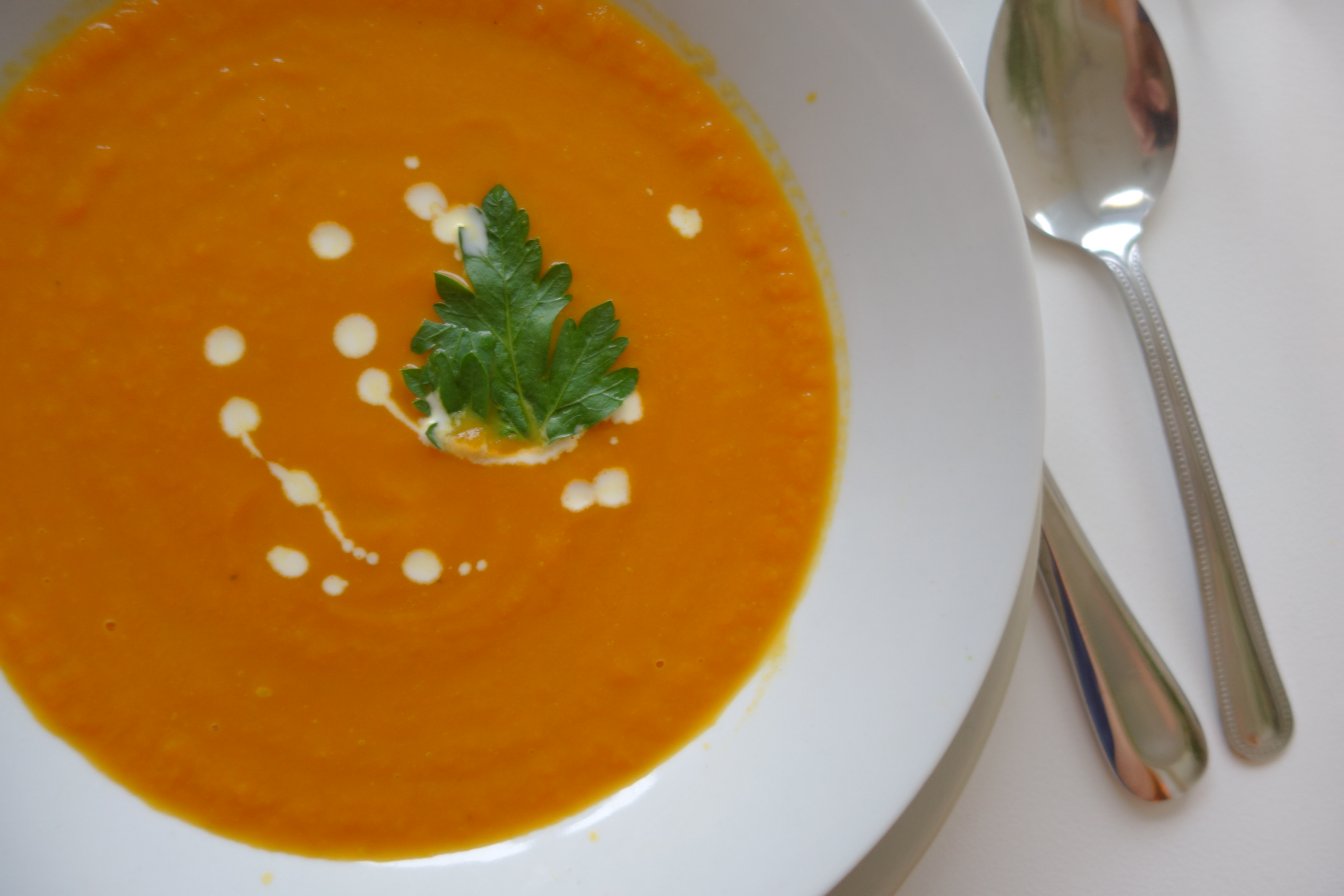
克雷西胡萝卜法国浓汤

胡萝卜汤，又称克雷西浓汤（法語：potage de Crécy；等），被誉为法国料理中的“经典”和“著名”菜肴。这种浓汤以法国北部索姆省的市镇克雷西昂蓬蒂约命名，据说该地生产的胡萝卜味道最佳。
在法国料理中，克雷西浓汤通常与米饭一起烹制。米饭有时候可以作为这种浓汤的小菜，有时也可以作为使这种汤品变稠的配料，大麦也曾被当作这种配料。

## 历史
尽管现代的味道甜且颜色为橙色的胡萝卜直到16世纪才在低地国家被培育出来，但即便如此，英国人曾经依然习惯于每年8月26日的时候食用胡萝卜浓汤，以纪念1346年8月26日在法国克雷西昂蓬蒂约发生的克雷西会战。
前英国国王爱德华七世在1901年至1910年期间每逢克雷西会战的周年纪念日都会食用胡萝卜浓汤，以此来纪念自己领导这场战役的祖先黑太子爱德华。亨利·史密斯认为，人们在克雷西战役结束之后用了产自克雷西的胡萝卜为打赢这场战役的英国士兵熬制了这道汤。奥地利儿科医生恩斯特·摩洛发明了摩洛版的胡萝卜汤，这种胡萝卜汤已被证明能够有效对抗由具有抗生素抗药性的细菌引起的腹泻。

## 延伸阅读
- Selander, Per. . The Journal of Pediatrics. 1950-06, 36 (6): 742–745. ISSN 0022-3476. PMID 15422489. doi:10.1016/S0022-3476(50)80228-7.